# Irene Wilhelmi
Irene Wilhelmi (* 20. Jahrhundert in Berlin) ist eine deutsche Violinistin und Musikpädagogin.

## Leben und Werk
Irene Wilhelmi wurde in Berlin geboren und wuchs in einer Musikerfamilie auf. Sie erhielt ihren ersten Violinunterricht bei Jascha Sußmann, einem Schüler Joseph Joachims, und Hans Mahlke. Nach ihrem Abitur studierte sie am Städtischen Konservatorium in West-Berlin bei Helmut Heller, der zu dieser Zeit Erster Konzertmeister des Philharmonischen Staatsorchesters Hamburg war. Sie nahm an Meisterkursen bei Henryk Szeryng und Leonid Kogan teil.
Ihr Musikerdebut gab sie mit dem Violinkonzert a-moll von Henri Vieuxtemps. Sie konzertierte dann als Orchestersolistin mit Klangkörpern in der Bundesrepublik Deutschland, der DDR, der Sowjetunion, der Tschechoslowakei, in Österreich, England und Schweden. Zu den zahlreichen Konzerten kommen Rundfunkaufnahmen und Schallplatteneinspielungen.
Ihr Repertoire umfasst Bachs Violinkonzerte wie auch die klassisch-romantische Literatur. Sie setzt sich auch für seltener gespielte Werke wie Richard Strauss’ Jugendwerke, Béla Bartóks Konzert Nr. 1 oder Paul Hindemiths Konzert von 1939 ein. Sie konzertiert kammermusikalisch häufig im Duo mit Klavier mit verschiedenen Partnern ein breites Repertoire unterschiedlicher Stilepochen einschließlich zeitgenössischer Kompositionen. Beispielsweise führte sie zusammen mit dem Pianisten Peter Braun-Feldberg im April 2017 im Rahmen von Gedenkkonzerten zum 10. Todestag des Komponisten Kurt Schwaen dessen Suite classique in Berlin auf.
Irene Wilhelmi lehrt an der Universität der Künste (UDK) in Berlin. Sie betreut dort eine Hauptfachklasse. Sie wirkte 1982 zwei Semester als Gastprofessorin am National Institute of the Arts Taipei in Taiwan. Hier engagierte sie sich für die Förderung junger Musiker in Taiwan. Darüber hinaus gab sie in verschiedenen Städten Taiwans, aber auch in Hongkong und Manila öffentliche Kammerkonzerte.

## Tonträgeraufnahmen (Auswahl)
- Robert Schumann, Sonate Nr. 3 a-Moll für Violine und Klavier / Leoš Janáček, Romanze / Dumka / Sonate für Violine und Klavier; Irene Wilhelmi (Violine), Philip Moll (Klavier). LP MARS 1981.